# Gamla Norbergs bergslag

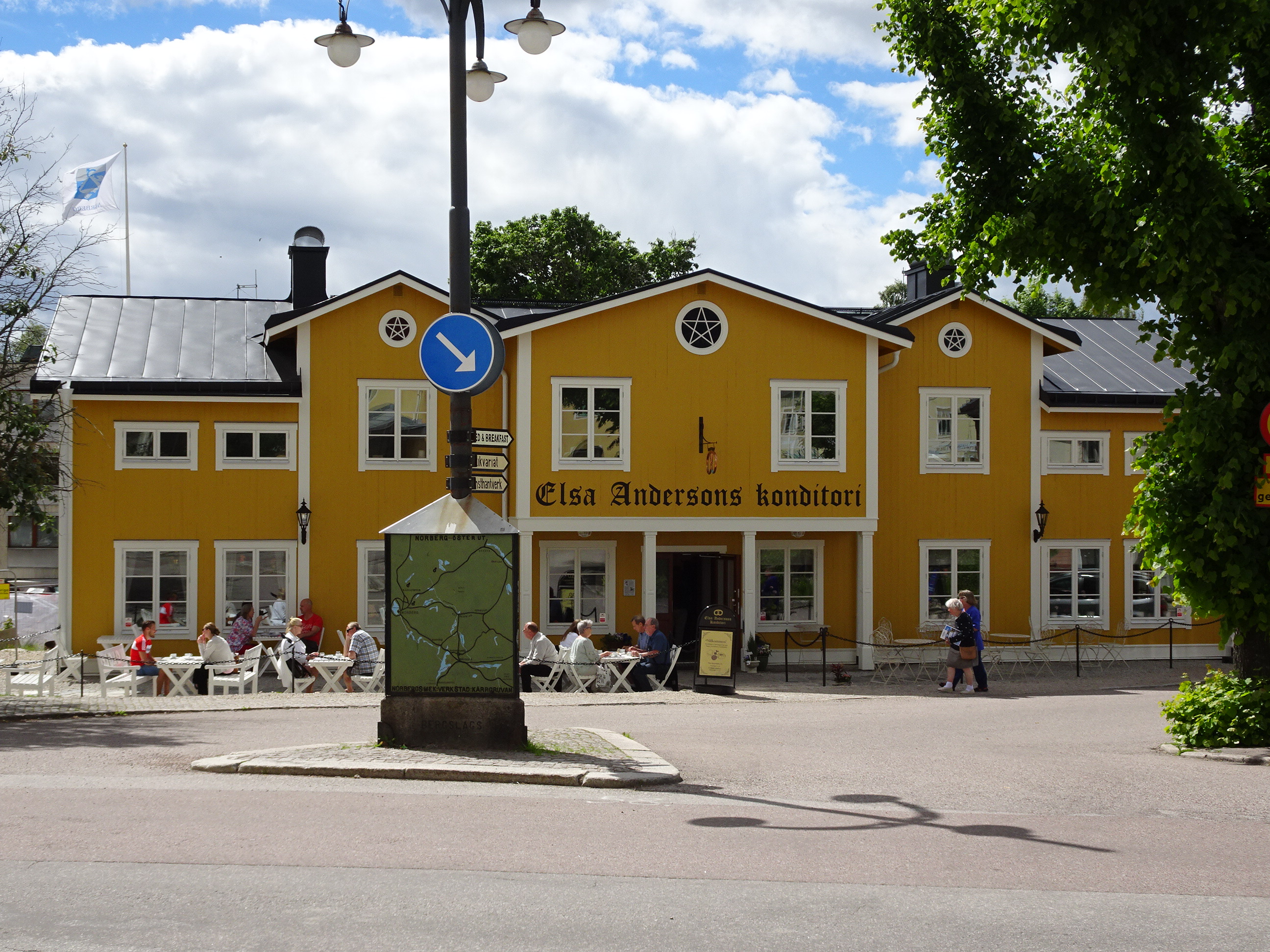
Elsa Andersons konditori i Norberg 2017.

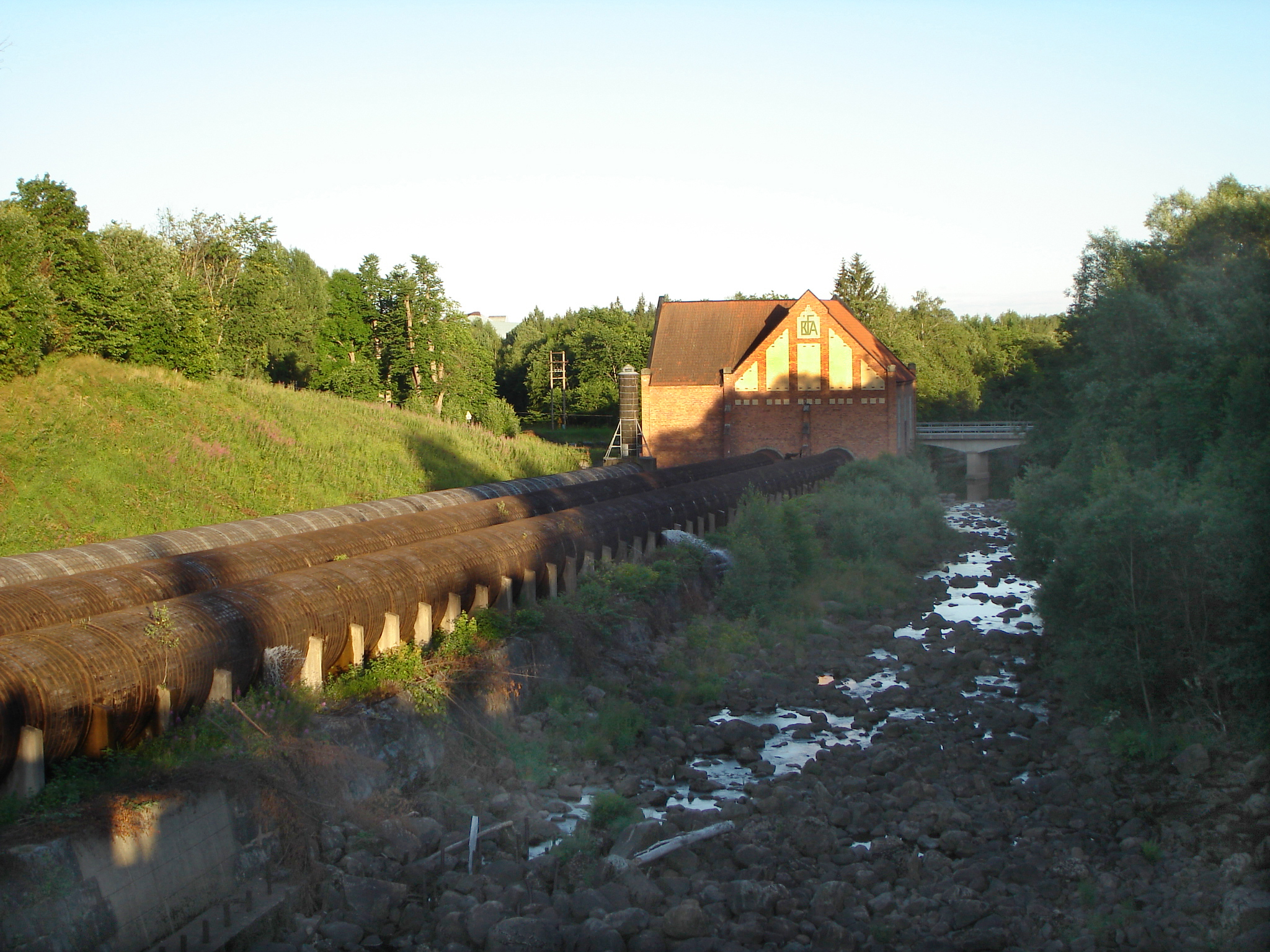
Kraftstationen Semla III med tre inloppstuber i Kolbäcksån år 2007.

Gamla Norbergs bergslag var ett  härad i den norra delen av landskapet Västmanland. Häradet har sitt namn från Norbergs bergslag, som var en enhet i bergsjurisdiktionen. Gamla Norbergs bergslag omfattade nuvarande Norbergs och Fagersta kommuner, vilka är en del av Västmanlands län. Den totala arealen mätte drygt 758 km² och befolkningen uppgick år 1927 till 16 372 invånare. Tingsställe var Norberg och från 1945 Fagersta.

## Geografi
Gamla Norbergs bergslag sträcker sig från trakten av sjön Åmänningen samt Stora och Lilla Aspen och flera sjöar i Kolbäcksåns övre lopp fram till trakten av Dalälven vid Avesta. Området är storskogigt med en sjörik berg- och dalterräng vilken kännetecknas av skogar, mossar och sjöar. Bergslaget är beläget i en gammal bergslagsbygd med många nedlagda järngruvor, och merparten av bebyggelsen har legat kring gruv- och bruksorterna. Stora skogar avgränsar området mot öster och bygderna runt Svartåns lopp. Gamla Norbergs bergslag gränsade i öster mot Vagnsbro härad, i sydost mot Snevringe härad, i sydväst mot Skinnskattebergs bergslag samt i norr mot Västerbergslags och Hedemora tingslag och Folkare härad i nuvarande Dalarnas län.
Det utgjordes av fyra socknar med två municipalsamhällen – Norberg och Västanfors – som upplöstes när landskommunerna i respektive socken ombildades till Norbergs köping och Fagersta stad. De enda tätorterna i häradet idag är Fagersta och Norberg, som båda omfattar betydligt mindre områden än den tidigare stads- respektive köpingskommunen

### Socknar
Gamla Norbergs bergslag omfattade fyra socknar.
I Norbergs kommun
- Norberg
- Karbenning

samt
- Norbergs köping

I Fagersta kommun
- Västanfors
- Västervåla

## Historia
Gamla Norbergs bergslag räknades under hela medeltiden som en del av Dalarna, som dock i lagligt hänseende var en del av landskapet Västmanland och kom först under Vasatiden att hamna under förläningarna inom Västmanlands gränser. Området omtalas för första gången i ett brev utfärdat av riksmarsken Torgils Knutsson år 1303 och är känt från Magnus Erikssons bergsordning år 1354. Namnet Norberg skrevs år 1303 som Norobergh vilket kommer av ordet nor som är ett annat ord för smal å eller kort å och troligen syftar på sjön Norens avlopp till Trätten. Efterledet -bergh avser inte den nutida betydelsen bergshöjd utan syftar snarare på bergverk eller gruva, d.v.s. en ort där bergsbruk bedrivs. Bergslagets tingsplats var också den belägen i Norberg och redan på medeltiden fanns här en marknadsplats där bergsmännen samlades för att bedriva handel. Gamla Norberg anses vara Sveriges äldsta järnbergslag, och den äldsta hyttan som också är Europas första masugn var Lapphyttan i byn Karbenning sydost om Norberg där produktionen upptogs redan under 1100-talet. På 1600-talet hade bergslaget "så många järngruvor att ingen kan dem uträkna". Först från 1870-talet var dock brytningen "avsevärd" och från år 1904 ingick de flesta gruvorna i Norbergs gruvförvaltning.  
Norberg har blivit historiskt känt som platsen Engelbrekt Engelbrektsson stammade ifrån. Denne föddes på 1390-talet i Ängelsberg vid sjön Åmänningen sydost om Norberg, och blev rikshövitsman genom Engelbrektsfejden vilken utspelade sig mellan bönder i Västmanland och Dalarna samt den danska kungamakten i Kalmarunionen. Striden som bl.a. omtalades i Engelbrektsvisan gällde i grund och botten bergmännens rättigheter till den fria marknaden, men har med historiens nycker kommit att upphöja Engelbrekt till nationell frihetshjälte. Engelbrekts födelseplats Ängelsberg är bara en av flera bruksorter i Gamla Norbergs bergslag. Engelsbergs bruk anlades först år 1681, men kom under 1700-talet att utvecklas till en av världens modernaste. Miljöerna kring bruket är extremt välbevarade och det togs därför upp på Unescos världsarvslista år 1993. Bland bergslagets andra bruksorter märks Fagersta, som är känt från slutet på 1400-talet. Det var dock kyrkbyn Västanfors som kom att utvecklas som serviceort med järnvägsstation och dylikt, och Fagersta hade in på 1700-talet endast ett 80-tal invånare. Västanfors blev med tiden municipalsamhälle och år 1944 kom samhället att få stadsrättigheter, men då under namnet Fagersta som i sin tur kom att ingå i stadsbildningen. Fagersta är beläget vid sjön Åmänningen som utgör en del av Strömsholms kanal. Kanalen som färdigställdes år 1795 löper längs Kolbäcksåns flöde från Mälaren ända till trakterna kring Smedjebacken och Ludvika i södra Dalarna. Från bygden kring Norberg fraktades varor på kanalen via hamnen i Ängelsberg till vilka varorna skeppades med Norbergs Järnväg som anlades på 1850-talet. Järnvägen används än i dag för museijärnvägsverksamhet: Engelsbergs-Norbergs Järnväg (ENJ).

## Län, fögderier, domsagor, tingslag och tingsrätter
Häradet hörde mellan 1641 och 1646 till Sala län, och därefter till Västmanlands län. Församlingarna i häradet tillhör(de) Västerås stift.
Häradets socknar hörde till följande fögderier:
- 1720-1945 Bergslags fögderi
- 1946-1990 Fagersta fögderi
- 1963-1966 Västerås fögderi för Västervåla socken

Häradets socknar tillhörde följande domsagor, tingslag och tingsrätter:
- 1680-1947 Gamla Norbergs tingslag (före 1900 Gamla Norbergs bergslags tingslag, mellan 1900 och 1928 Gamla Norberg och Vagnsbro tingslag) inom domsagorna:
  - 1680-1857 Gamla Norberg, Norrbo, Vagnsbro och Skinnskattebergs domsaga
  - 1858-1928 Västmanlands norra domsaga
  - 1929-1947 Västmanlands mellersta domsaga
- 1948-1970 Västmanlands mellersta domsagas tingslag inom Västmanlands mellersta domsaga

- 1971-1973 Västmanlands mellersta tingsrätt och dess domsaga
- 1974-2001 Sala tingsrätt och dess domsaga
- 2001- Västmanlands tingsrätt och dess domsaga

### Webbkällor
- Nationella arkivdatabasen för uppgifter om fögderier, domsagor, tingslag och tingsrätter